# Kanton Verdun-Ouest
Verdun-Ouest is een voormalig kanton van het Franse departement Meuse en maakte deel uit van het arrondissement Verdun. 
Het kanton is in maart 2015 opgeheven. De gemeente Verdun werd opnieuw ingedeeld. Van een deel van Verdun en de gemeente Sivry-la-Perche werd een nieuw kanton Verdun-1 gevormd. Doordat Verdun anders ingedeeld is komt dit nieuwe kanton niet helemaal overeen met het opgeheven kanton Verdun-Ouest.

## Gemeenten
Het kanton Verdun-Ouest omvatte de volgende gemeenten:
- Sivry-la-Perche
- Verdun (deels, hoofdplaats)